# Готардски базисен тунел
Готардският базисен тунел (на немски: Gotthard-Basistunnel, на италиански: Galleria di base del San Gottardo, на романшки: Tunnel da basa dal Son Gottard) е най-дългият железопътен тунел в света. Намира се в Швейцария и е построен за 17 години.

## Наименование
Думата „базисен“, която често се среща и в други имена на тунели, е калка от немската дума Basis, което в съответния контекст означава подножието на планината (възвишението): в немскоговорещите алпийски региони на Швейцария и Австрия терминът Basistunnel означава тунел, чиито портали са разположени в самото подножие на планината. Поради това разположение на порталите влакът навлиза в тунела директно от равнинния участък, което прави възможно драстично увеличаване на скоростта и масата на влаковете. При съществуващия стар тунел „Готард“ влакът достига до порталите на тунела през планински участъци с голяма стръмнина и изобилие от завои и серпентини.
„Готард“ в името на тунела идва от масива Сен Готард, в основата на който минава.

## Описание
Тунелът е първата алпийска високоскоростна железопътна връзка между Централна Европа и Южна Европа. Дълъг е 57 km и преминава под Швейцарските Алпи. Официалното му откриване е на 1 юни 2016 г., окончателно се въвежда в търговска експлоатация през декември 2016 г.
Целта му е да промени европейските товарни превози, като премести голяма част от товарния трафик в Европа от камиони на железопътни релси. Очакванията са през него да преминават по 265 товарни влака дневно (вместо предходния максимум от 180 за тази част на Алпите). Пътническите влакове могат да се движат през него с висока скорост – до 200 – 250 km/h, което скъсява времето за пътуване от Цюрих до Милано и обратно на по-малко от 3 часа или средно 2 часа и 50 минути – до 2 часа и 40 минути минимум. През тунела може да се пътува от Ротердам в Нидерландия до Генуа в Италия и обратно.
Стойността на новия най-дълъг тунел в света е малко над 12 млрд. долара, като средствата за изграждането му са от акцизи върху горивата и ДДС, пътни такси за тежкотоварните превозни средства и държавен заем, който трябва да се изплати до десет години от въвеждането му в експлоатация. Тунелът преминава на 2,3 km под планината и през скали, където температурата достига 46 °C. За прокопаването му са преместени над 28 млн. тона скални блокове, като деветима работници загиват по време на строежа – при трудови злополуки.
Маршрутът на тунела е прав. Строителството и въвеждането в експлоатация на тунела е предизвикателство за високоскоростните железопътни мрежи на Италия и Германия, които следва да повишат капацитета на високоскоростните си железопътни маршрути и подходи, водещи към тунела. Италия се очаква да го направи до 2020 г., докато на Германия, която сериозно изостава с планирането, вероятно ще са необходими поне 20 години за свързването му с високоскоростната мрежа на страната.

## Общи данни
1. Дължина: 57,1 km (най-дългият железопътен тунел в света);
2. Продължителност на пътуване в тунел: малко под 20 минути;
3. 2 единични тунелни тръби, свързани помежду си с напречни връзки на всеки 325 m;
4. Обща дължина на всички тунели: 152 km;
5. Северен портал в Ерстфелд, южен в Бодио;
6. Най-висока точка на тунела: 550 m надморска височина;
7. Максимално скално покритие: 2300 m;
8. Време на строителство (без проучвателните дейности): 17 години, вместо 18 по график;
9. Основните тунели са пробити с тунелопробивна машина (80%) или изкопани (20%);
10. Изкопи: 28,2 милиона тона земна маса;
11. Стойност: 9,7 милиарда швейцарски франка (цена без ДДС от 1998 г., а като се прибави ДДС-то и оскъпяването според варирането на основния лихвен процент, общата цена е 12,2 милиарда шв. фр.);
12. Обща стойност на новата железопътна тунелна връзка през Алпите, известна като Алпийски транзит: 18,2 милиарда шв. фр. (цена от 1998 г., а като се прибави ДДС-то и оскъпяването според варирането на основния лихвен процент, общата цена е приблизително 23 милиарда шв. фр.);
13. Капацитет на тунела: до 260 товарни влака (вместо досегашните 180 за тази част на Алпите) и 65 пътнически влака на денонощие;
14. Средна скорост: на товарните влакове е 100 km/h, а на пътническите влакове – 200 km/h;
15. Максимална скорост: на товарните влакове – 160 km/h, а на пътническите влакове – 250 km/h;
16. Стойност в долари: 12,5 млрд. долара (равно на годишния БВП на Никарагуа)
17. Общо трудещи се по тунела: 2600 души;
18. Дължина на изкопната машина: 410 m;
19. Количество използван бетон: 4 млн. m³;
20. Максимално количество товар: 377 хил. тона на денонощие;
21. Система за защита: със сигнализация от кабината на машиниста (ETCS, ниво 2);
22. Времето за пътуване от Цюрих до Лугано ще намалее с около 45 минути средно след завършване на железопътната ос през 2020 г.;
23. Официално въвеждане в експлоатация: 11 декември 2016 г.;
24. Изпълнител: Alptransit Gotthard Ltd., дъщерна компания на Швейцарската национална железница (SSB);
25. Приходоизточници за финансиране: държавни такси върху тежкотоварните превозни средства (60% от средствата), увеличен ДДС (30% от средствата), акцизи върху горивата (10% от средствата), държавни заеми, които са със срок на изплащане 10 години от въвеждането в експлоатация на железопътната ос, т.е. най-късно до 2030 г.